# Белгородский округ
Белгоро́дский о́круг — административно-территориальная единица, входившая в состав Центрально-Чернозёмной области РСФСР в 1928—1930 гг. Административным центром округа был город Белгород.

## История
14 мая 1928 года ВЦИК и СНК РСФСР приняли постановление об образовании на территории бывших Воронежской, Курской, Орловской и Тамбовской губерний Центрально-Чернозёмной области (ЦЧО) с центром в городе Воронеже.
16 июля 1928 года был определен состав округов ЦЧО, а 30 июля 1928 года — сеть районов. Всего было создано 11 округов и 178 районов.
Белгородский округ был создан из территории, занимаемой упразднёнными Белгородским и Грайворонским уездами. Первоначально округ делился на 14 районов, в 1929 году один район был передан в состав новообразованного Старооскольского округа.
В 1930 году существование округов было признано нецелесообразным и 23 июля 1930 года по постановлению ЦИК и СНК СССР окружное деление было упразднено. Белгородский округ был ликвидирован, входившие в него районы и город Белгород как самостоятельная административная единица стали подчиняться непосредственно областному центру ЦЧО.
Бо́льшая часть районов, образованных в составе Белгородского округа (включая территорию упразднённых впоследствии районов), входит в современную Белгородскую область.

## Население
В 1928 году проживало 919300 жителей, из них 64,1 % русских и 35,4 % украинцев.

## Состав округа
- Белгородский район
- Беловский район (в настоящее время входит в состав Курской области)
- Большетроицкий район
- Борисовский район
- Веселолопанский район
- Грайворонский район
- Ивнянский район
- Корочанский район
- Краснояружский район
- Прохоровский район
- Ракитянский район
- Скороднянский район (передан в состав Старооскольского округа в сентябре 1929 года)
- Томаровский район
- Шебекинский район